# Polar Medal
De Polar Medal (Nederlands: "Polaire Medaille") is een zelden uitgereikte onderscheiding van het Verenigd Koninkrijk.
De door Koningin Victoria van het Verenigd Koninkrijk in 1857 als "Arctic Medal" ingestelde medaille werd en wordt toegekend voor bijzondere verdienste op het gebied van het in kaart brengen en het bestuderen van de beide poolgebieden. Ook een verblijf van in totaal 10 jaar op de Zuidpool komt voor toekenning van deze medaille in aanmerking. De medaille werd aan ontdekkingsreizigers en wetenschappers verleend. Voorwaarde is dat de expeditie door het Verenigd Koninkrijk of een van de landen van het Gemenebest werd georganiseerd, gesponsord of erkend. 
Koning Edward VII stichtte in 1904 een bronzen en een zilveren medaille. De bronzen medaille was bestemd voor de achterblijvers op het schip van de expeditie terwijl de zilveren medaille voor de deelnemers op het poolijs of op de Zuidpool zelf was gereserveerd. Bij herhaling werd een zilveren of bronzen gesp uitgereikt die op het lint werd gedragen. Het record staat op vijf gespen voor zes expedities. Tegenwoordig is er alleen een zilveren medaille die ook postuum kan worden toegekend.
De medaille is zeshoekig en wordt aan een rijk versierde beugel, (het "sacroll type"), en een wit zijden lint op de linkerborst gedragen. Op de voorzijde staat het portret van de regerende vorst, op de keerzijde een afbeelding van de RRS Discovery in het poolijs met op de voorgrond een slee met een zeil en zes dik ingepakte mannen. Sinds Australië en Nieuw-Zeeland zelf een Polar Medal hebben ingesteld wordt de Britse medaille alleen aan Britse onderdanen toegekend.
De dragers van deze medaille hebben niet het recht om letters achter hun naam te voeren.
De medaille wordt tot de dapperheidsonderscheidingen (niveau 3b) van het Verenigd Koninkrijk gerekend.